# (311999) 2007 NS2
(311999) 2007 NS2 è uno dei quattro asteroidi troiani di Marte conosciuti. Orbita attorno al punto di Lagrange L5 di Marte, come gli asteroidi troiani 5261 Eureka e (101429) 1998 VF31.
Come tutti i troiani di Marte, 2007 NS2 è un asteroide areosecante, ovvero un asteroide che interseca l'orbita di Marte attorno al Sole.
L'oggetto, scoperto il 14 luglio 2007 dall'Osservatorio astronomico di La Sagra, una struttura succursale dell'Osservatorio astronomico di Maiorca, presenta un'orbita caratterizzata da un semiasse maggiore pari a 1,5237451 UA e da un'eccentricità di 0,0540151, inclinata di 18,61969° rispetto all'eclittica.
Come tutti gli asteroidi troiani, 2007 NS2 libra attorno ad un punto di Lagrange, in questo caso il punto L5 del sistema Sole-Marte, posizionato, nell'orbita del pianeta, dietro il pianeta stesso, approssimativamente nell'intersezione dell'orbita con la retta che ha come origine il centro di massa del sistema ed inclinata di 60° rispetto alla retta congiungente Marte col Sole.
Oltre ai quattro asteroidi troiani di Marte, sono noti asteroidi troiani di Giove, di Nettuno,  della Terra e di Venere.